# Kaukanski guan
Kaukanski guan (lat. Penelope perspicax) je vrsta ptice iz roda Penelope, porodice Cracidae.
Živi na zapadnoj padini zapadnih i središnjih Anda u Kolumbiji, u departmanima Cauca, Valle del Cauca i Quindio na nadmorskoj visini 700-1800 metara. Velika je ptica, duga je oko 76 centimetara, a u pojavi je slična puranima, s tankim vratom i malenom glavom. Šumska je ptica, arborealna je i gradi gnijezdo u drveću. 